# Печатка Президента США
Печатка президента Сполучених Штатів — печатка що використовується для позначення листування між президентом Сполучених Штатів та Конгресом США, а також як символ самого президентства. Центральний дизайн, заснований на Великій печатці Сполучених Штатів, є офіційним гербом президентства США та також зображений на президентському штандарті.
Президентська печатка розвивалася протягом тривалого періоду, перш ніж була визначена в законі, і її рання історія залишається неясною. Використання президентських печаток сягає щонайменше 1850 року, а ймовірно, і набагато раніше. Основний дизайн сучасної печатки виник завдяки Резерфорду Гейзу, який першим використав герб на запрошеннях Білого дому в 1877 році. Точний дизайн датується 1945 роком, коли президент Трумен визначив його у Виконавчому указі 9646. Єдині зміни з того часу відбулися в 1959 та 1960 роках, коли до кола було додано 49-ту та 50-ту зірки після прийняття Аляски та Гаваїв до статусу повноправних штатів.

## Дизайн та символіка
Поточна печатка визначена у Виконавчому наказі 10860, виданому президентом Дуайтом Ейзенхауером 5 лютого 1960 року та чинному з 4 липня 1960 року. У ньому зазначено:
Герб Президента Сполучених Штатів має такий вигляд:

Герб:
На щиті зображено вертикальні смуги червоного та білого кольору, всього тринадцять — символ тринадцяти початкових штатів. У верхній частині щита — синє поле. Щит розміщено на грудях розпростертого білоголового орлана — символу США. У правій лапі орел тримає оливкову гілку (символ миру), у лівій — пучок із тринадцяти стріл (символ сили та готовності до оборони). У дзьобі орел тримає білий сувій з написом чорними літерами: "E Pluribus Unum" — «З багатьох — єдине» (гасло про єдність різних штатів у єдину націю).
Над гербом:
Над головою орла — сяйво золотого кольору, на якому видно дугу з тринадцяти хмаринок і сузір’я з тринадцяти білих зірок — ще одне посилання на перші тринадцять штатів.
Навколо всього герба:
Композицію оточує кільце білих зірок, розташованих по колу так, що кожна зоря спрямована одним променем назовні. Кількість зірок у цьому кільці дорівнює кількості зірок на сучасному прапорі США (тобто 50), згідно з чинним законодавством США.
Печатка Президента США:
Печатка Президента Сполучених Штатів складається з цього герба, оточеного написом: "Seal of the President of the United States" — «Печатка Президента Сполучених Штатів».
Герб (дизайн) по суті такий самий , як і аверс Великої печатки Сполучених Штатів, як вона була визначена в 1782 році, хоча з деякими додатковими кольорами та іншим розташуванням зірок та хмар ніж це зазвичай буває в сучасних версіях Великої печатки. Єдиним повністю відмінним елементом є кільце з 50 зірок, що символізує 50 штатів. Так само символіка відповідає символіці Великої печатки:
Смуги на щиті символізують 13 початкових штатів, об'єднаних під керівництвом вождя та підтримуючих його. Девіз (що означає «З багатьох — єдине») натякає на ту саму концепцію.
Дуга з тринадцяти хмар і тринадцять зірок також відносяться до початкових 13 штатів.
Оливкова гілка та стріли символізують сили миру та війни.

## Використання

### Офіційне використання
Справжній штамп для печатки використовується лише для листування від президента до Конгресу Сполучених Штатів, закриваючи конверти восковими печатками. Це було основним використанням печатки протягом усієї історії, хоча окремі випадки її використання були для листування з іншими членами уряду. Документи, підписані президентом, який представляє країну, натомість скріплюються Великою печаткою Сполучених Штатів.

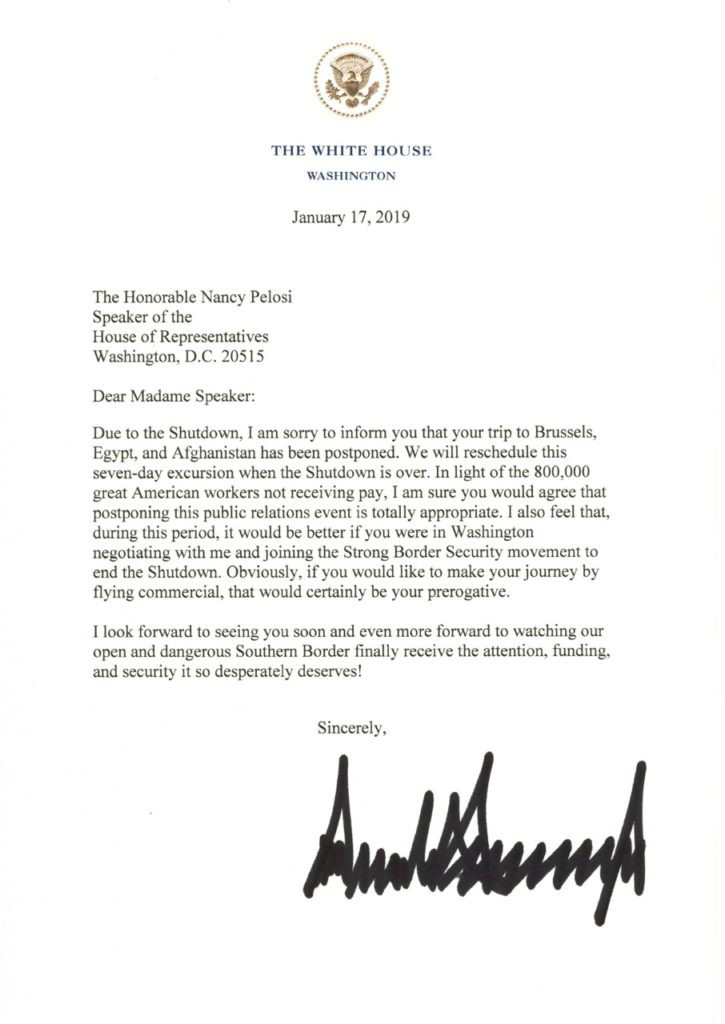
Лист президента Дональда Трампа до спікера Палати представників Ненсі Пелосі за 2018 рік, який офіційно нагороджується президентською печаткою.

Штамп, який використовується в Білому домі, є єдиною справжньою печаткою президента – інші версії технічно є «факсиміле». Бюро гравіювання та друку має інші штампи, що використовуються для виготовлення таких факсиміле на документах, канцелярському приладді та запрошеннях на замовлення Білого дому. Інші версії печатки часто використовуються як візуальний символ для представлення президента і найчастіше зустрічаються:
- на кафедрі Blue Goose на президентських прес-конференціях та передвиборчих мітингах
- з боків президентських транспортних літаків Air Force One, Marine One та президентського лімузина
- у центрі стелі Овального кабінету Білого дому
- прикріплений до балкону Трумена, також відомого як Південний портик, під час церемонії прибуття держави

Президентський герб (центральний елемент на печатці, тобто без напису «ПЕЧАТКА ПРЕЗИДЕНТА СПОЛУЧЕНИХ ШТАТІВ») має ще ширше використання. Він виглядає так :
- на президентському прапорі

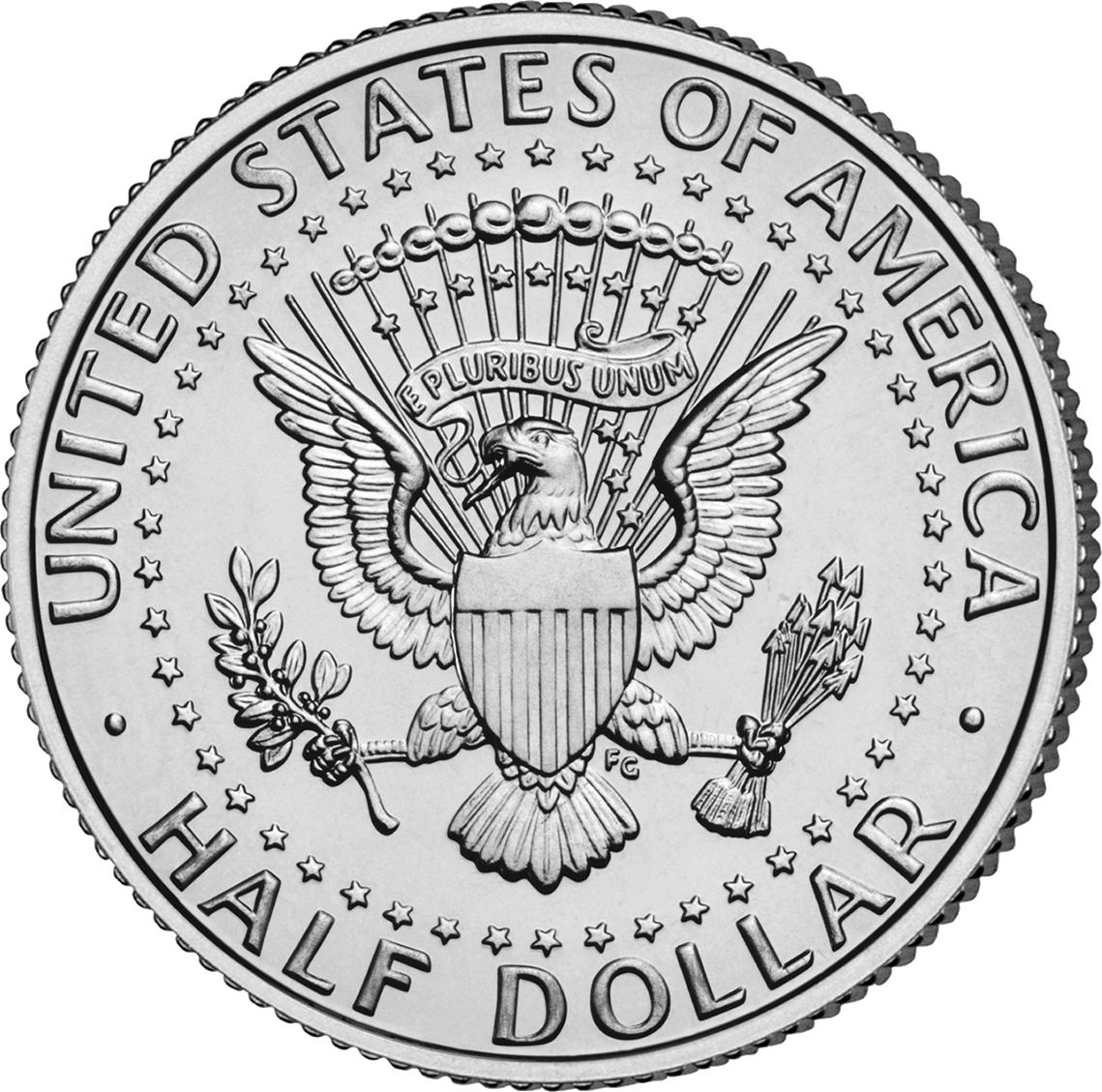
Реверс півдолара Кеннеді, 1964–1975, 1977 – дотепер

- на реверсі півдолара Кеннеді (по колу напис «UNITED STATES OF AMERICA» зверху та «HALF DOLLAR» знизу). До двохсотріччя Сполучених Штатів на реверсі монети було використано зображення Індепенденс-голлу. Печатка повернулася на реверс, починаючи з 1977 року.
- у центрі культового овального килима в Овальному кабінеті Білого дому (кожен президент зазвичай створює свій власний дизайн, але більшість килимів з часів президента Трумена використовують герб)[5]
- включено до Президентського знака за службу, який видається військовослужбовцям США.
- на багатьох варіантах президентської порцеляни, таких як порцеляна Вільсона або Рейгана, який часто використовується на державних обідах у Білому домі.
- на місцях поховань колишніх президентів (наприклад, Вільсона та Рейгана).

### Регульоване використання
Загалом, комерційне використання печатки заборонено розділом 18 USC 713 Кодексу Сполучених Штатів та додатково визначено виконавчими наказами 11916 та 11649. Секретна служба США уповноважена використовувати печатку у зв'язку з продажами для збору коштів для свого благодійного фонду.
Неофіційне використання печатки регулюється Управлінням графіки та каліграфії Білого дому та контролюється офісом юрисконсульта Білого дому. 28 вересня 2005 року Грант М. Дікстон, помічник юрисконсульта Джорджа Буша-молодшого, звернувся до сатиричної газети The Onion з проханням видалити президентську печатку зі свого вебсайту. Управління графіки та каліграфії схвалить використання печатки для офіційних подарунків, прикладом чого є її нанесення на срібну коробку для сигарет, подаровану Франкліну Рузвельту.

## Історія
Рання історія президентської печатки залишається неясною, оскільки фактично немає жодних записів про раннє використання або про те, коли її використання почалося. Схоже, що основним використанням було запечатування конвертів з листуванням від президента до Конгресу, і конверти, ймовірно, викидалися, навіть якщо листування зберігалося, тому залишилося мало записів. Перша задокументована печатка була в 1850 році (що напевно не є першоб), а дизайн, який використовується на сучасній печатці, бере свій початок від герба, який використовувався на запрошеннях президентом Гейзом у 1877 році. Вона не була визначена в законі до виконавчого указу президента Трумена в 1945 році.

### Печатка президента Конгресу Конфедерації
У період Конгресу Конфедерації, до створення федерального уряду США і отже, президентства, президент Континентального Конгресу (здебільшого церемоніальна посада, обраний для головування на засіданнях) мав печатку. Це був невеликий овал, з гербом нещодавно прийнятої Великої печатки (сяюче сузір'я з тринадцяти зірок, оточене хмарами) у центрі, з девізом E Pluribus Unum над ним. Подібно до сучасної президентської печатки, її основним призначенням, очевидно, було запечатування конвертів на кореспонденції, що надсилалася до Конгресу. Бенсон Лоссінг (писав у 1856 році) стверджував, що її використовували всі президенти Конгресу після 1782 року, хоча сьогодні задокументовано лише два приклади від Томаса Міфліна: Лоссінг описав лист 1784 року, а комодор Байрон МакКендлесс (під час дослідження редизайну печатки 1945 року) сфотографував печатку на листі Міфліна до губернатора Род-Айленда від 17 листопада 1783 року. У статті 1885 року в газеті «Дейлі Грефік» було оригінальне гравіювання печатки, ймовірно з листа 1784 року; невідомо, чи це було засновано лише на версії Лоссінга, чи вони мали окремий відбиток. Жоден із цих відбитків досі не зберігся, і в записах Континентального конгресу не було знайдено жодного підтвердження замовлення цієї печатки (що підтверджує її офіційний статус).
Використання цієї печатки, очевидно, не перейшло до нового уряду в 1789 році.

### Тюлень Дорсетта

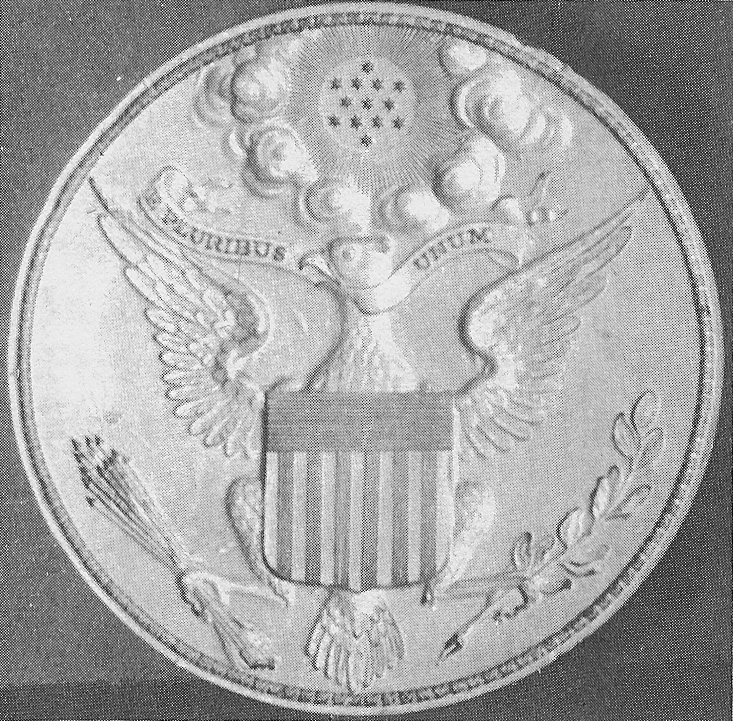
Тюлень Дорсетта, перевернуте фото

У 1894 році Палемон Говард Дорсетт (який все життя працював у Міністерстві сільського господарства) з'явився з металевим штампом, дуже схожим на оригінальний штамп Великої печатки, за винятком того, що стріли та оливкова гілка були поміняні місцями, що свідчить про навмисну «відмінність», щоб відрізнити його від справжньої Великої печатки. Штамп належав Джорджу Вашингтону, хоча немає відомих випадків використання цього штампа, і навіть немає жодних ознак того, що його можна було б використовувати як печатку. Походження та призначення цього штампа залишаються невідомими, хоча автори книги 1978 року про Велику печатку припускали, що це був подарунок Вашингтону і можливо, рання версія (або попередник) президентської печатки. Печатку Дорсетта згодом було надано в оренду Жіночій асоціації Маунт-Вернона для демонстрації у маєтку Вашингтона.

### Ранні президентські печатки
Існує мало збережених доказів будь-яких печаток, які фактично використовували ранні президенти США. Однією з можливих причин є лист 1835 року, надісланий з Парижа Ендрю Джексону, а потім пересланий до Державного департаменту. Конверт має невелику круглу червону воскову печатку, верхня частина якої виглядає як коло хмар, подібне до Великої печатки, з променями слави. Однак решта малюнка стерта, тому нічого додатково не можна визначити, і жодних інших застосувань цієї печатки не знайдено.
Задокументована історія починається в 1850 році, коли було виготовлено печатку за грубим малюнком, поданим Міллардом Філлмором. На ній було зображено орла, «зображеного з перевернутими крилами», тобто з кінчиками крил вниз, який тримає оливкову гілку та три стріли в кігтях. Щит по суті такий самий, як Велика печатка, червоними та білими смугами та орлом, повернутим праворуч, хоча було дев'ятнадцять смуг, а крайні смуги були червоними, що на відміну від Великої печатки. Тридцять одна зірка була розподілена над та навколо орла, що вказує на те, що печатка датується часом після того, як Каліфорнія стала 31-м штатом у вересні 1850 року. Її виготовив Едвард Стейблер, фермер і поштмейстер у Сенді-Спрінг, штат Меріленд, який раніше виготовляв печатки для Сенату, Палати представників та кількох урядових департаментів. Стейблер також виготовив печатку для віце-президента в 1846 році, і листування навколо неї вказувало на те, що існували ще ранні печатки віце-президента, тому, ймовірно, існували й ранні президентські печатки. Печатку президента Бенсон Лоссінг описав у 1856 році як «круглу, з орлом на ній» (на відміну від печатки, що використовувалася під час Континентального конгресу).

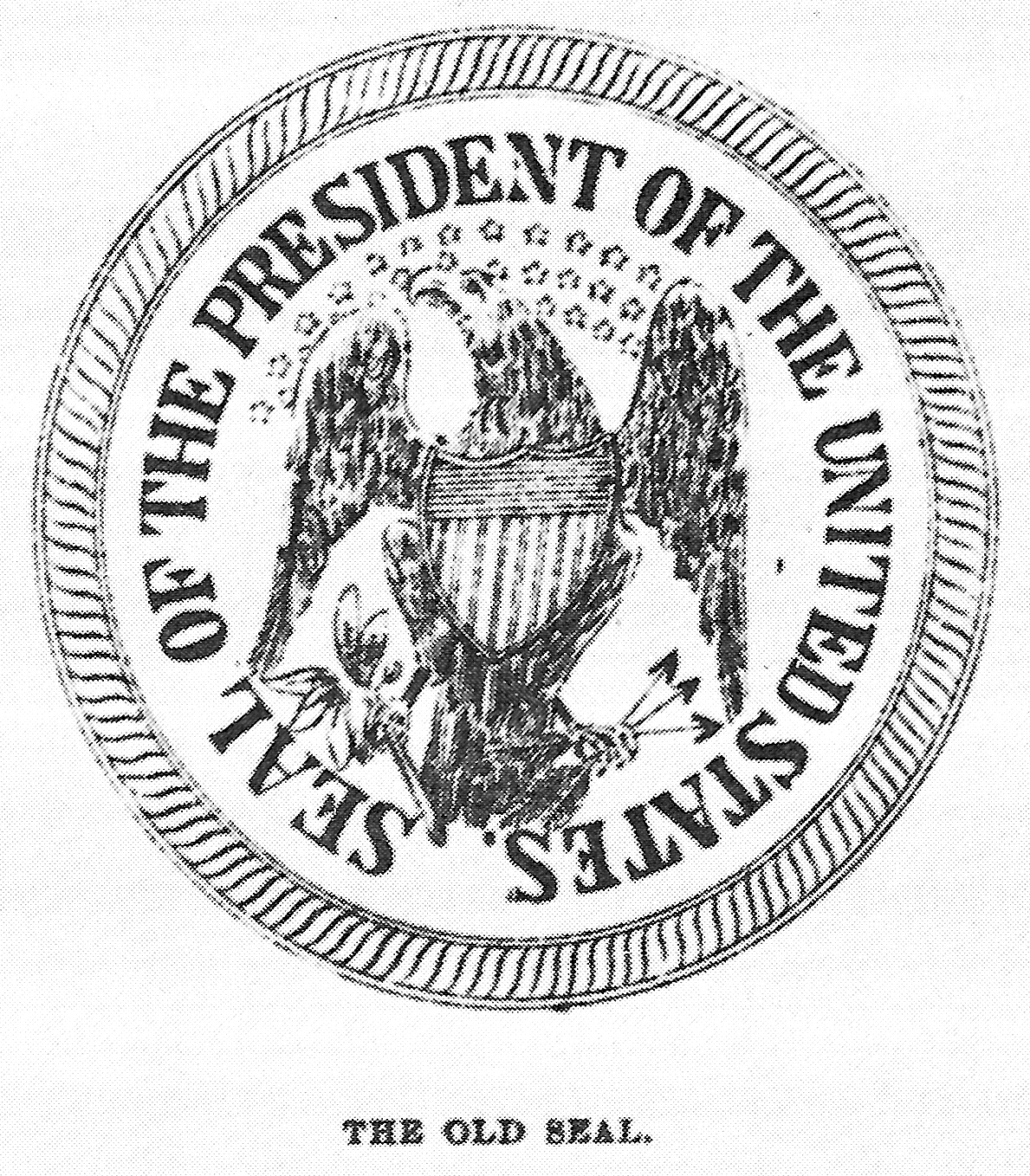
«Стара печатка», можливо, з 1840-х років

Інформація про печатку Філлмора взята зі статті 1885 року в газеті «Дейлі Грефік», і (за словами Деніела С. Ламонта, особистого секретаря Гровера Клівленда та одного з джерел статті) печатка 1850 року все ще використовувалася в той час і використовувалася для запечатування конвертів, що надсилалися до будь-якої палати Конгресу. У статті стверджується, що Стейблер виготовив дві печатки, інша була меншою для використання на листах, і зазначається, що обидві проілюстровані у статті. Хоча велика печатка була проілюстрована, зображення меншої печатки було позначено як «Стара печатка» і мало лише двадцять сім зірок, що, очевидно, вказувало на те, що вона датується 1845 роком, часами адміністрації Джеймса Нокс Полка, а не меншою печаткою 1850 року. Хоча Філлмор і використовував особисту печатку (просту літеру F у круглій рамці), схоже, що це не була згадана менша печатка. Дизайн «Старої печатки» був досить схожим на велику версію, хоча це було інше зображення орла з невеликими відмінностями в розташування. Написи також дещо відрізнялися; На великій печатці було написано «ПЕЧАТКА ПРЕЗИДЕНТА СПОЛУЧЕНИХ ШТАТІВ», тоді як на меншій (як і в сучасній версії) на початку було пропущено слово «The».

### Печатка Лінкольна
Президентська бібліотека та музей Авраама Лінкольна володіє невеликою печаткою, якою користувався Авраам Лінкольн, яка раніше була частиною колекції Тейпера. Вона розміром приблизно з пенні, має ручку зі слонової кістки та досі інкрустована червоним воском. Дизайн точно такий самий, як і печатка з позначкою «Стара печатка» у статті «Дейлі Грефік», за винятком того, що на ній 36 зірок (Невада стала 36-м штатом у жовтні 1864 року). У книзі 1927 року також описується президентська печатка з червоного воску на листі Лінкольна до Хайрема Барні.
У вересні 1864 року гравер на ім'я Дж. Баумгартен з Балтимора, штат Меріленд, виготовив і надіслав Лінкольну незамовлену печатку з позначкою «A Lincoln» збоку, призначену для особистого користування. Баумгартен також стверджував, що виготовив печатки «одного й того ж плану» для президентів Філлмора та Б'юкенена. Це було якраз перед тим, як Невада стала 36-м штатом, але оскільки дизайн цієї печатки не описаний, а відповіді від Лінкольна невідомо, а також не зафіксовано жодного платежу, неможливо дізнатися, чи це була вищезгадана 36-зіркова печатка, щось подібне до простої F- печатки, яку використовував Філлмор, зовсім інша печатка, чи вона взагалі використовувалася. Баумгартен цілком міг бути родичем Селіга Баумгартена, гравера, який емігрував до Балтимора з Ганновера з вісьмома дітьми у 1852 році. Один із синів Селіга, Герман Баумгартен, пізніше вигравіював версію Великої печатки 1877 року.

### Дизайн Гейза

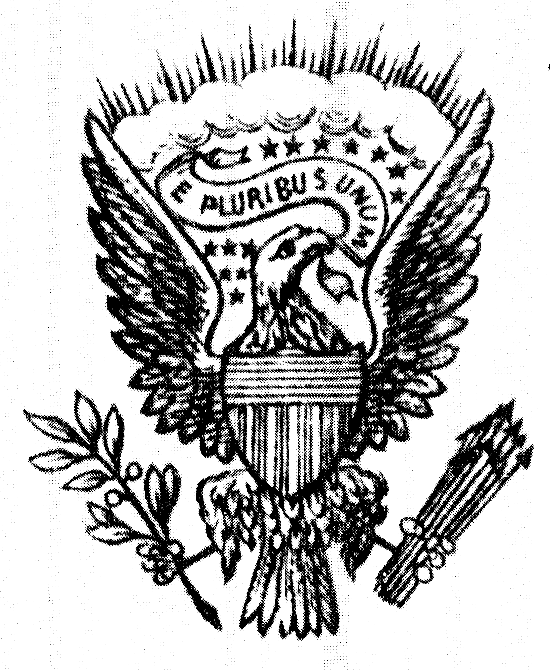
Герб Гейза

Резерфорд Гейз першим використав президентський герб на запрошеннях до Білого дому, і використаний дизайн став прямим попередником сучасної версії. Його перша поява відбулася у квітні 1877 року, приблизно через шість тижнів після його інавгурації. Крила орла були зображені «відображеними» (кінчики крил вгору), з дугою хмар між крилами та тринадцятьма зірками, розкиданими під дугою та оточуючи сувій з написом « E Pluribus Unum». Голова орла вперше була повернута ліворуч до стріл, ця особливість зберігалася до 1945 року. Сам орел був схожий на зображення Великої печатки того часу (до появи більш масивного орла, який використовувався під час редизайну Великої печатки 1885 року). Дизайнер невідомий; з незначними варіаціями його використовували на запрошеннях до перших років правління адміністрації президента Вільсона.
Дизайн із зображенням дуги хмар нагадує раннє зображення Великої печатки, зроблене Джеймсом Тренчардом у 1786 році, яке пізніше використовувалося на медалях миру для індіанців, вручених президентом Вашингтоном. Він також дуже схожий на дизайн, який можна побачити на бланку прокламації Джеймса Нокс Полка 1846 року, на якому орел також був спрямований ліворуч, але додатково поміняли місцями оливкову гілку та стріли, так що голова все ще дивилася в бік гілки. (На попередніх бланках прокламацій і навіть на порцеляні Білого дому Джексона також поміняли місцями стрілки та гілку, і орел був спрямований ліворуч, хоча в іншому це були зовсім інші дизайни.) Іншими впливами могли бути деякі монети США та порцеляна президента Гранта, на яких використовувався загальний дизайн дуги хмар, хоча решта деталей відрізнялися.
Фактичну печатку, яку використовував президент, було змінено на подібний дизайн, хоча, очевидно, на той час це було не так. У статті Daily Graphic повідомлялося, що печатка 1850 року все ще використовувалася в 1885 році, але зміни було внесено до 1894 року, оскільки відбиток цієї нової печатки був отриманий від Генрі Т. Тербера (особистого секретаря президента Клівленда) для використання в книзі з геральдики. Ця версія наблизилася до сучасного дизайну, зі словами OF THE, написаними меншими великими літерами, ніж інші слова (особливість, яка використовується досі), а розташування зірок було дещо змінено, по суті, до того ж розташування, яке використовується й сьогодні. Ця печатка залишалася у використанні до 1945 року, оскільки Гайяр Хант підтвердив, що дизайн був актуальним станом на 1916 рік, і він також відповідає фактичним відбиткам, зробленим з президентської печатки 1936 року за часів адміністрації Франкліна Рузвельта. Тим часом дизайн продовжував розвиватися в інших місцях, зокрема на президентському прапорі, і ці еволюціоновані дизайни були використані, коли печатку знову змінили в 1945 році.

### Меморіальна дошка Мартіні
Під час реставрації на початку 1903 року інкрустовану бронзову версію печатки було розміщено на підлозі вхідного холу Білого дому, безпосередньо під ліхтарем. Вона була виготовлена за моделлю скульптора Філіпа Мартіні, який дотримувався загального розташування герба Гейза, але використовував значну художню свободу з деталями. Орел суттєво змінений, з крилами іншої форми та густо вкритими пір'ям ногами. Форма щита була іншою, і зірки були розташовані по-іншому: усі зірки з'являлися над сувоєм у вигляді дуги з 10 зірок, а ще три були безпосередньо під ним. Напис на сувої був E·PLVRIBVS·VNVM.
Пізніше президент Трумен вважав, що людям не годиться ходити по ній, тому коли Білий дім знову ремонтували в 1948 році, він наказав зняти печатку та помістити її над дверима до Дипломатичної приймальні, де вона залишається й донині. Гіпсова печатка на стелі Овального кабінету (спочатку встановлена в 1934 році, а в якийсь момент змінена так, що орел дивиться праворуч) також базується на цьому дизайні, а її версія знаходиться на підлозі поруч із гробницею Вільсона у Вашингтонському національному соборі.

### Представництво Bailey Banks & Biddle

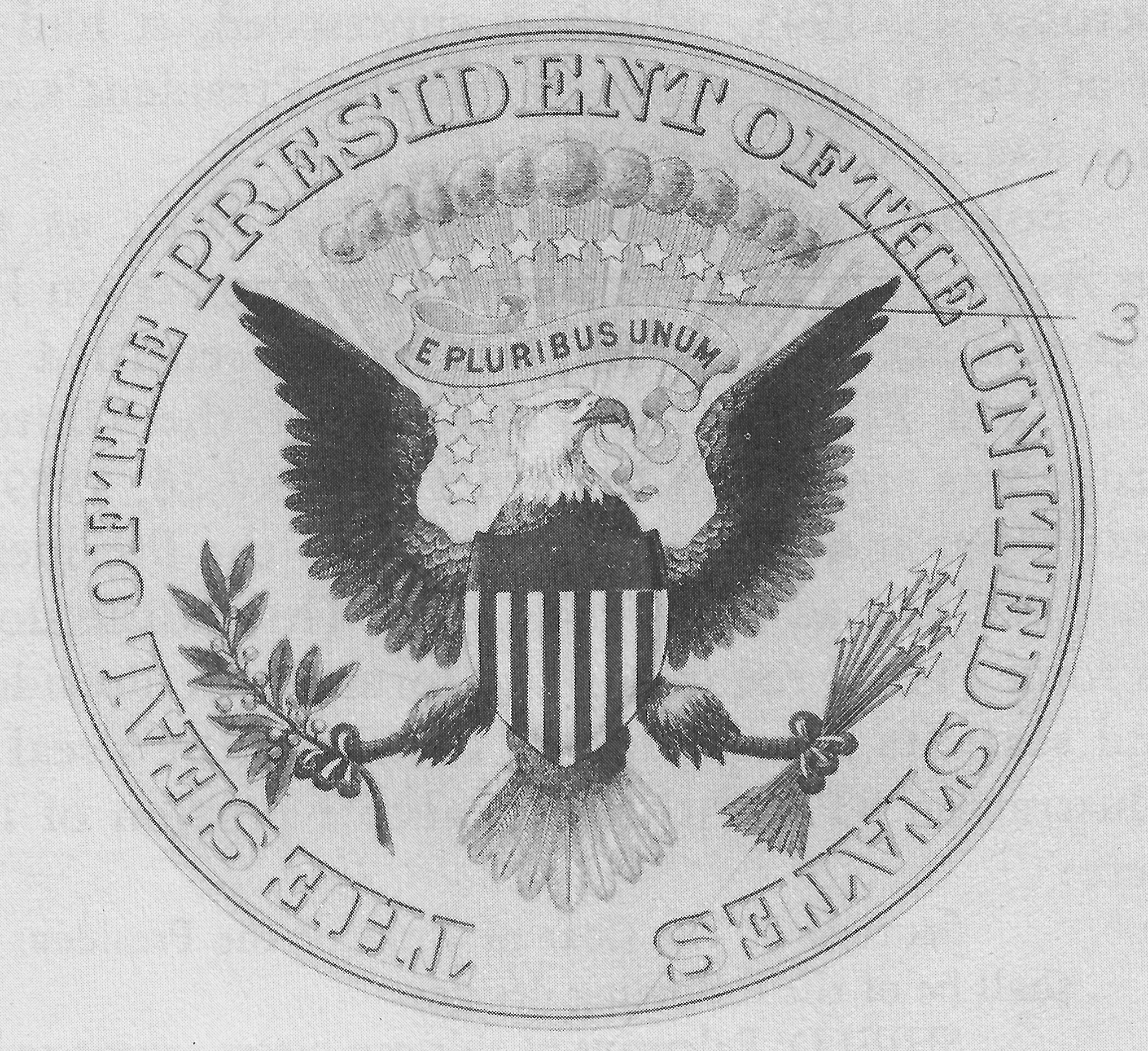
Відбиток Bailey Banks & Biddle, використаний під час обговорень; анотації МакКендлесса праворуч.

У 1916 році Вудро Вільсон вирішив змінити президентський прапор, у версії для ВМС якого використовувалася Велика печатка на синьому фоні (існував конкуруючий дизайн від армії, який відрізнявся, але також використовував Велику печатку). Помічник секретаря ВМС, лейтенант-командир Байрон МакКендлесс, запропонував додати чотири зірки до версії для ВМС. Однак Вільсон хотів, щоб на прапорі замість цього використовувався «президентський орел», показавши МакКендлессу табличку Мартіні як приклад. У якийсь момент Вільсон отримав кольоровий відбиток президентської печатки, ймовірно, від філадельфійської фірми Bailey Banks & Biddle, який також використовувався в обговореннях. Орел у цій версії більше базувався на Великій печатці 1885 року і, по суті, є дизайном, що використовується в сучасній печатці – стиль і деталі орла, промені слави, розташування тринадцяти зірок і клуби хмар були перенесені в сучасну версію.
Цей дизайн був використаний для прапора 1916 року, а також на наступних президентських запрошеннях та президентському порцеляні Вільсона, а це означало, що герб також фактично був змінений. Сам штамп президентської печатки на той час не змінювався, хоча публікація МакКендлесса про прапори 1917 року все ж таки показала новий дизайн як зображення печатки.

### Печатка 1945 року

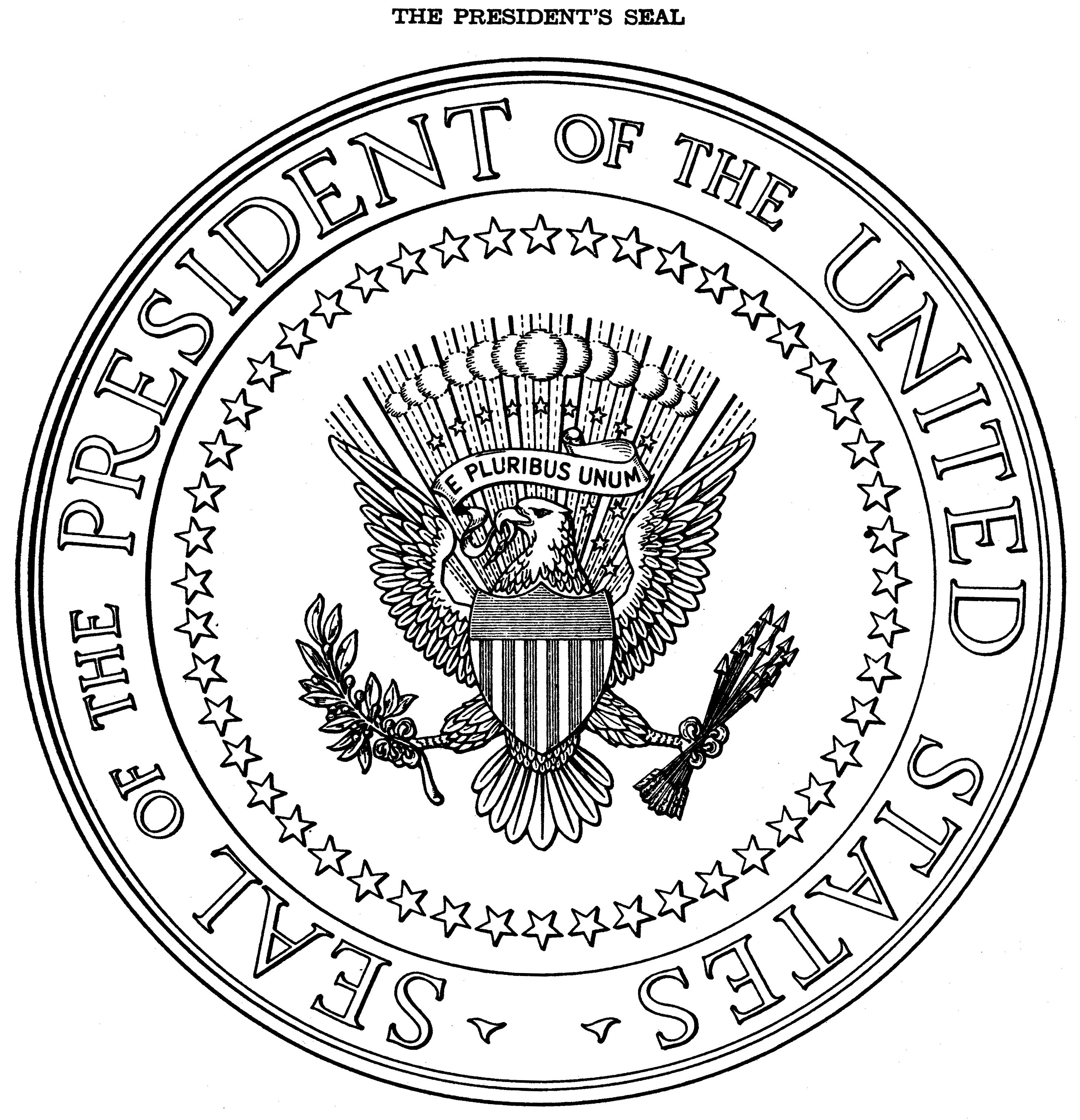
Ілюстрація з Указу 1945 року з 48 зірками

У березні 1945 року Франклін Рузвельт (який був помічником міністра ВМС за часів адміністрації Вільсона та брав участь у розробці дизайну президентського прапора 1916 року з чотирма зірками) зазначив, що прапори для нових звань адмірала флоту та генерала армії мають по п'ять зірок, і звернувся до Міністерств армії та ВМС з пропозиціями. Міністр ВМС (чий прапор також мав чотири зірки) відповів, що проблем немає, оскільки поєднання чотирьох зірок та герба президентської печатки свідчить про вищий ранг.
Рузвельт наполягав на своєму і в березні надіслав запит Байрону МакКендлессу, який тоді командував військово-морською ремонтною базою в Сан-Дієго, Каліфорнія. Рузвельт помер 12 квітня, перш ніж МакКендлесс встиг відповісти, але Гаррі Трумен виявив постійний інтерес до цього питання, і зрештою була надіслана довга відповідь. МакКендлесс рекомендував змінити чотири зірки таким чином, щоб кожна з них складалася з 12 маленьких зірок, розташованих у формі більшої шестикутної зірки; чотири великі зірки представляли б Чотири свободи Рузвельта, 48 зірок загалом представляли б штати, а шестикутна зірка представляла б ранг президента вище за п'ятизіркових генералів та адміралів. Однак Трумен не сподобалася ідея представлення відносного рангу, і натомість він вирішив використати просте коло з 48 зірок.
Запропонований дизайн було надіслано до військового та військово-морського відомств для коментарів. У меморандумі від 22 серпня 1945 року Артур Е. Дюбуа, начальник Геральдичного відділу Управління генерал-квартирмейстера армії (попередника Армійського інституту геральдики), висловив кілька пропозицій. Він рекомендував зробити орла в повному кольорі згідно з геральдичною традицією (президентський прапор того часу зображував орла повністю білим), і рекомендував не використовувати 48 зірок, вважаючи, що прапори та печатки не повинні піддаватися зовнішнім змінам, таким як додавання додаткових штатів, і натомість запропонував кільце з 13 зірок. Дюбуа також зазначив, що печатка ніколи не мала офіційного визначення, а це означає, що також не було пояснення чому орел дивиться ліворуч, а не за типовим геральдичним звичаєм, коли такі фігури дивилися праворуч (« декстер »), що вважається почесною стороною. Тому він рекомендував змінити напрямок, в якому дивиться орел, і надав ілюстрацію разом із запропонованим гербом для використання в офіційному описі. Трумен погодився з більшістю цих пропозицій, йому також сподобалося, що орел тепер буде повернутий до оливкових гілок (які, на його думку, символізували націю, що йде вперед і віддана миру), але вирішив зберегти 48 зірок. Трумен також розглядав можливість додавання ефекту блискавки до стріл як посилання на атомну бомбу, але пізніше відмовився від цього. 28 серпня Трумен доручив Дюбуа створити модель, що містила б усі остаточні рішення, яку потім було схвалено.
25 жовтня 1945 року президент Трумен видав Указ № 9646, яким вперше офіційно було визначено президентський герб і печатку, а також уніфіковано дизайн печатки та прапора. Єдиними змінами з того часу було додавання зірок до зовнішнього кола.
Фактичний штамп нової печатки вперше було використано 5 грудня 1945 року.

### Зміни 1959 та 1960 років

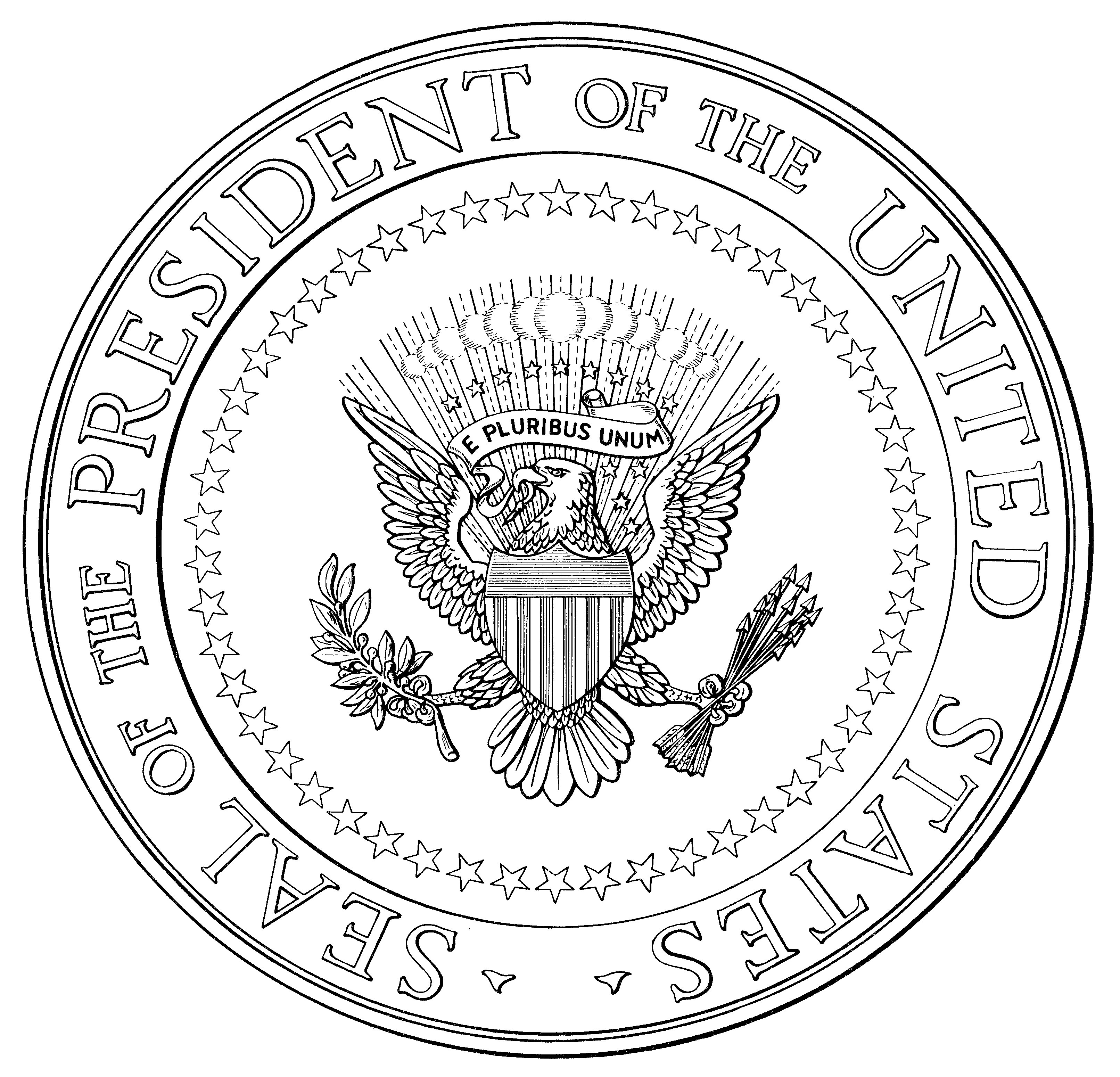
Ілюстрація з Указу 1960 року

Аляску було прийнято до складу штату 3 січня 1959 року, що призвело до додавання 49-ї зірки до прапора Сполучених Штатів наступного року 4 липня. 26 травня Дуайт Ейзенхауер видав Указ № 10823, яким до зовнішнього кільця президентського герба (а отже, і до печатки та прапора) було додано 49-ту зірку, що також набуло чинності 4 липня. Указ був в іншому ідентичним указу Трумена, який він замінив. Гаваї були прийняті до складу штату 50-м штатом 21 серпня 1959 року, а Ейзенхауер належним чином видав Указ № 10860 від 5 лютого 1960 року (який набув чинності 4 липня 1960 року) про додавання 50-ї зірки до герба. Знову ж таки, він був ідентичним попереднім указам, за винятком кількості зірок. Це залишається офіційним визначенням і сьогодні.
Оскільки майбутнє прийняття Гаваїв призвело б до подальших змін наступного року, у 1959 році не було виготовлено жодних штампів для печаток із 49 зірками, а штампи 1945 року продовжували використовуватися. Нові штампи з 50 зірками були виготовлені Бюро гравіювання та друку лише після набрання чинності виконавчого наказу 1960 року.

## Хибне уявлення
Популярний, але помилковий міф полягає в тому, що під час війни печатку змінюють, так що орел повернутий до стріл лівим кігтем. Це повір'я, можливо, виникло через те, що суттєві зміни до печатки випадково були внесені до або після війн – зокрема, зміна печатки 1945 року, а також зміна прапора (хоча не печатки) 1916 року з правої Великої печатки на ліву президентську печатку.
Ця помилкова думка також могла виникнути через коментар Вінстона Черчилля, який, стосовно зміни дизайну печатки Труменом, пожартував: «Пане Президенте, з найбільшою повагою, я б волів, щоб шия американського орла була на вертлюзі, щоб вона могла бути спрямована до оливкових гілок або стріл, залежно від обставин»!
Це повір'я увічнено епізодом серіалу «Західне крило» 2000 року під назвою «Який це був день?». Персонаж адмірал Фіцволлес, голова Об'єднаного комітету начальників штабів США, зазначає, що президентська печатка в центрі килима Овального кабінету містить щит із зображенням білоголового орла, який тримає оливкову гілку в правих кігтях, а стріли — в лівих. Голова орла повернута до оливкової гілки. Фіцволлес стверджує, що під час війни печатку замінюють на таку, на якій голова орла повернута до стріл.
Аналогічно, роман Дена Брауна «Точка обману» (2001) містить уривок, який натякає на те, що печатку, вишиту на килимі в Овальному кабінеті, замінили працівники Білого дому. У романі стверджується, що альтернативний килим зберігається в підвалі, і працівники роблять заміну вночі, коли ніхто цього не помічає.

Президентська печатка, зображена у фільмі «Скарби нації: Книга таємниць». Це модифікація зображення Великої печатки, а не президентська печатка.

У фільмі 2007 року «Скарб нації: Книга таємниць» є варіація президентської печатки, на якій зображено орла, що стискає сувій. Ця варіація нібито представляє таємну книгу, яка передається від президента до президента та містить таємниці країни.

## Популярна культура
Печатку іноді використовують у модифікованій формі як маркетинговий інструмент або для політичної заяви. Панк-рок-гурт Ramones використав особисту варіацію печатки як свій логотип, замінивши стрілки бейсбольною битою та написом навколо неї з іменами учасників, а також змінивши девіз та дизайн щита. Blink-182 та інші гурти також використовували логотип на футболках. Деякі модні бренди (переважно для підлітків) також використовували логотип як додатковий дизайн для аксесуарів, таких як сумки. Крім того, анімоване меню на всіх DVD-дисках «Західного крила» містить дещо змінену версію печатки (40 зірок, додана назва країни, сегментована стрічка). У відеокліпі до пісні Skinny Puppy "VX Gas Attack", представленому на DVD Greater Wrong of the Right LIVE, показано іншу змінену версію печатки (оливу та стріли замінено газовими соплами, що кровоточать, а орла замінено черепом). Його також використовує реп-гурт The Diplomats як свій логотип, за винятком того, що оливкову гілку та стріли зазвичай замінюють двома гарматами, а слово «Diplomats» знаходиться посередині орла. У відеогрі Metal Wolf Chaos титульною силовою бронею керує президент Майкл Вілсон, головний герой, і вона прикрашена великими зображеннями печатки, хоча й модифікованими порівняно з реальною версією.

## Інцидент із тролінгом 2019 року

Печатка троля 2019 року

23 липня 2019 року президент Дональд Трамп, сорок п'ятий президент, звернувся до молодих республіканців на саміті Turning Point USA Teen Student Action Summit 2019 перед екраном, на який проектувався пародійний карикатурний малюнок печатки. Зображення переключилося через 80 секунд. На той час ніхто з Білого дому, приймаючої установи, приймаючої організації чи організаторів саміту, схоже, не знав про цю підміну. Про це повідомила газета The Washington Post 24 липня, включаючи фотографії та відео, на якому Трамп виступає перед фальшивою печаткою. Пізніше Turning Point USA звинуватив у помилці співробітника аудіовізуального обладнання.
На «штучній печатці» був зображений двоголовий орел у традиціях російської держави (що свідчить про втручання Росії в політику США). В одному кігті стріли були замінені ключками для гольфу (що символізувало зв'язок президента зі спортом), а в іншому — пачка зелених банкнот. На головній частині щита було п'ять білих символів із серпом і молотом; а девіз E pluribus unum був замінений фразою 45 es un títere, що іспанською означає «Номер 45 — маріонетка».
Графіку розробив та просунув у 2016 році як жарт Чарльз Лізотт, розчарований республіканець, який виступав проти президента Трампа. Пізніше він зазначив, що невстановлений злочинець був «або шалено некомпетентним, або найкращим тролем на світі. У будь-якому разі, я їх люблю». Згодом він розмістив зображення Трампа, який виступає перед дизайном своєї печатки, на сайті для своїх пов'язаних продуктів.